# Polymorphus fulicai
Polymorphus fulicai es una especie de acantocéfalo del género Polymorphus, familia Polymorphidae. Fue descrita por Birmani, Dharejo y Khan en 2011. Se encuentra en Pakistán. Se la ha visto habitar en el ave Fulica atra.